# Fasunga
Fasunga (COBISS) je zbirka kratkih zgodb Nejca Gazvode. Knjiga je izšla pri Založbi Goga v Novem mestu leta 2007. 

## Vsebina
Fasunga je zbirka dvajsetih kratkih zgodb, sodobnega slovenskega pisatelja Nejca Gazvode, v katere avtor vključuje in prepleta resničnost in prihodnost. Pogosto vstopa tudi v neke vrste fantazijsko resničnost. Prikazuje nam, kam bo pripeljala odtujenost med ljudmi ter odtujenost med ljudmi in naravo, saj se zaradi današnje tehnologije vse bolj in bolj odtujujemo od nje. Kot tematske stalnice po pogosto pojavljajo sanje in fantazija, ki lahko predstavljajo tudi neke vrste pobeg. Družine v posameznih zgodbah ne predstavljajo topline in ljubečega doma, kjer bi se posameznik lahko osebnostno razvil. Nekateri junaki pogosto podlegajo trendom, saj naj bi lepi ljudje lažje dosegli uspeh. Pripovedovalec je prvoosebni in brezimenski. Jezik je poln slenga, z malo metaforami, kar pa lahko interpretiramo kot jezik sodobne stvarnosti in prihodnosti. V Fasungi avtor torej razmišlja o tem, kaj oblikuje mladega sodobnega človeka.